# Syvde
Syvde (eller Myklebost) är en kyrkby och tidigare tätort i Vanylvens kommun i Møre og Romsdal fylke i västra Norge. Orten ligger där fylkesväg 652 möter fylkesväg 5854 och fylkesväg 5856, längst inne vid Syvdefjorden. Här finns Syvde kyrka.
Tidigare har orten utgjort centralort i dåvarande Syvde kommun.
Sedan 2013 räknas orten inte längre som en tätort.

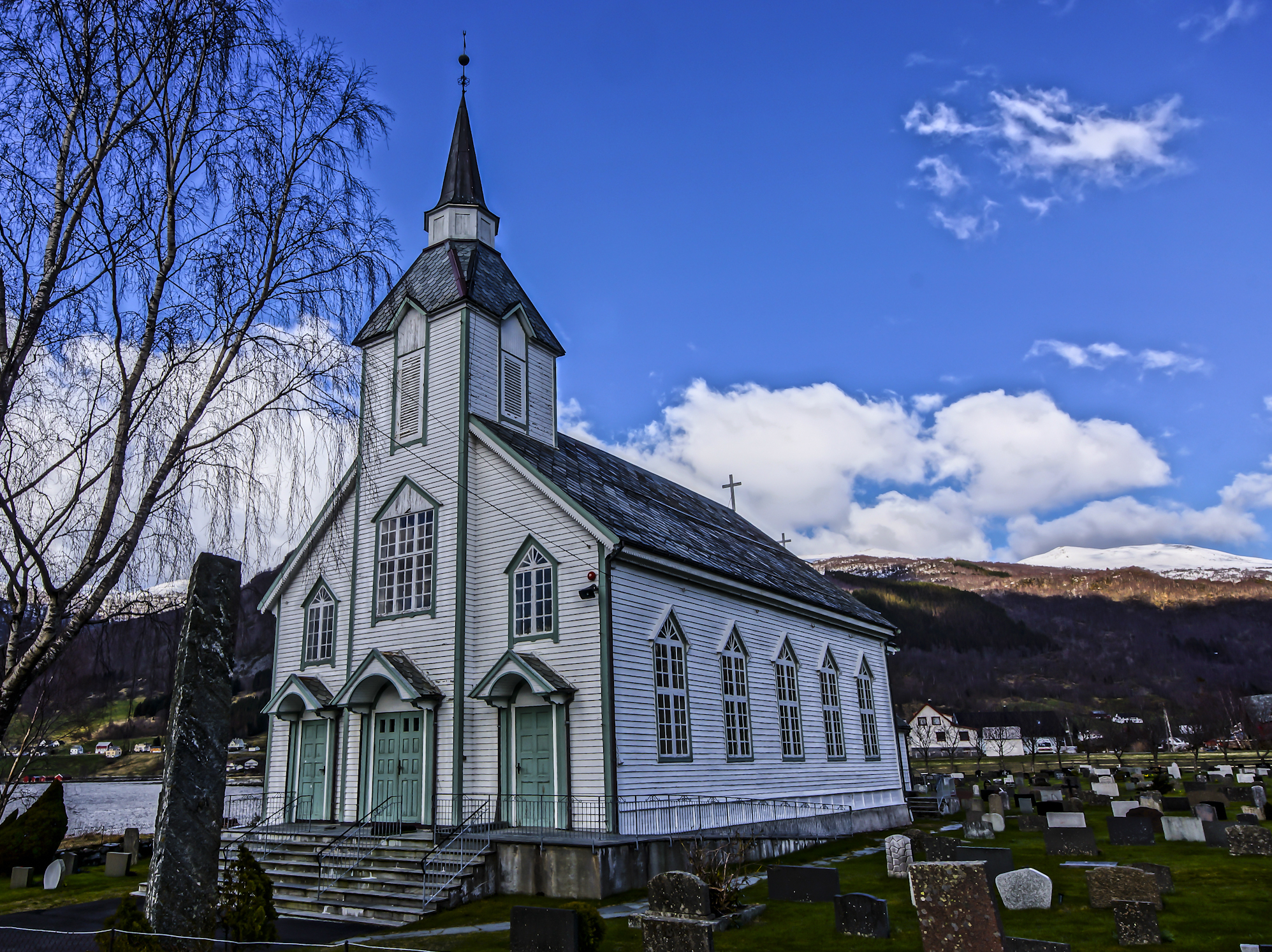
Syvde kyrka.